# Liste des Premiers ministres du Lesotho
Cet article dresse la liste des Premiers ministre du Lesotho (en sotho du sud : Tona-Kholo ; en anglais : Prime Minister of Lesotho) depuis la création de la fonction en 1965 à nos jours.

## Liste
| N°  | Portrait                      | Titulaire (Naissance-mort)                | Élection             | Mandat            | Mandat                   | Mandat                     | Parti politique | Parti politique     |
| N°  | Portrait                      | Titulaire (Naissance-mort)                | Élection             | Début             | Fin                      | Durée                      | Parti politique | Parti politique     |
| --- | ----------------------------- | ----------------------------------------- | -------------------- | ----------------- | ------------------------ | -------------------------- | --------------- | ------------------- |
| 1   | Sekhonyana Nehemia Maseribane | Sekhonyana Nehemia Maseribane (1918-1988) | 1965                 | 6 mai 1965        | 7 juillet 1965           | 2 mois et 1 jour           |                 | BNP                 |
| 2   | Joseph Leabua Jonathan        | Joseph Leabua Jonathan (1914-1987)        | 1970 (annulées) 1985 | 7 juillet 1965    | 20 janvier 1986 (déposé) | 20 ans, 6 mois et 13 jours |                 | BNP                 |
| —   | Justin Lekhanya               | Justin Lekhanya (1938-2021)               | —                    | 24 janvier 1986   | 2 mai 1991 (déposé)      | 5 ans, 3 mois et 26 jours  |                 | Militaire           |
| —   | Elias Phisoana Ramaema        | Elias Phisoana Ramaema (1933-2015)        | —                    | 2 mai 1991        | 2 avril 1993             | 1 an et 11 mois            |                 | Militaire           |
| 3   | Ntsu Mokhehle                 | Ntsu Mokhehle (1918-1999)                 | 1993                 | 2 avril 1993      | 17 août 1994             | 1 an, 4 mois et 15 jours   |                 | BCP                 |
| —   | Hae Phoofolo                  | Hae Phoofolo (né en 1947)                 | intérim              | 17 août 1994      | 14 septembre 1994        | 28 jours                   |                 | Indépendant         |
| (3) | Ntsu Mokhehle                 | Ntsu Mokhehle (1918-1999)                 | —                    | 14 septembre 1994 | 29 mai 1998              | 3 ans, 8 mois et 15 jours  |                 | BCP (jusqu'en 1997) |
| (3) | Ntsu Mokhehle                 | Ntsu Mokhehle (1918-1999)                 | —                    | 14 septembre 1994 | 29 mai 1998              | 3 ans, 8 mois et 15 jours  | LCD             |                     |
| 4   | Pakalitha Mosisili            | Pakalitha Mosisili (né en 1945)           | 1998 2002 2007       | 29 mai 1998       | 8 juin 2012              | 14 ans et 10 jours         |                 | LCD (jusqu'en 2011) |
| 4   | Pakalitha Mosisili            | Pakalitha Mosisili (né en 1945)           | 1998 2002 2007       | 29 mai 1998       | 8 juin 2012              | 14 ans et 10 jours         | DC              |                     |
| 5   | Tom Thabane                   | Tom Thabane (né en 1939)                  | 2012                 | 8 juin 2012       | 17 mars 2015             | 2 ans, 9 mois et 9 jours   |                 | ABC                 |
| (4) | Pakalitha Mosisili            | Pakalitha Mosisili (né en 1945)           | 2015                 | 17 mars 2015      | 16 juin 2017             | 2 ans, 2 mois et 30 jours  |                 | DC                  |
| (5) | Tom Thabane                   | Tom Thabane (né en 1939)                  | 2017                 | 16 juin 2017      | 19 mai 2020              | 2 ans, 11 mois et 3 jours  |                 | ABC                 |
| 6   | Moeketsi Majoro               | Moeketsi Majoro (né en 1961)              | —                    | 20 mai 2020       | 28 octobre 2022          | 2 ans, 5 mois et 8 jours   |                 | ABC                 |
| 7   | Sam Matekane                  | Sam Matekane (né en 1958)                 | 2022                 | 28 octobre 2022   | en cours                 | 2 ans, 4 mois et 7 jours   |                 | RFP                 |